# Jan Godek
Jan Godek (1865 Dębica – 5. února 1936) byl rakouský právník a politik polské národnosti z Haliče, na počátku 20. století poslanec Říšské rady, v meziválečném období poslanec Sejmu.

## Biografie
Vystudoval práva na Jagellonské univerzitě na Lvovské univerzitě. Byl předsedou pobočky Sokola a členem městské i okresní rady v Husjatynu. V době svého působení v parlamentu se uvádí jako finanční rada v Husjatynu a v Přemyšli.
Působil také coby poslanec Říšské rady (celostátního parlamentu Předlitavska), kam usedl ve volbách do Říšské rady roku 1911, konaných podle všeobecného a rovného volebního práva. Byl zvolen za obvod Halič 70.
V roce 1917 je řazen mezi polské konzervativce. Po roce 1911 byl na Říšské radě členem poslaneckého Polského klubu.
Veřejně a politicky činným zůstal i v meziválečném období. Od roku 1919 do roku 1922 byl poslancem polského ústavodárného Sejmu. Zastupoval poslanecký Związek Ludowo-Narodowy.